# Trinity (Terre-Neuve)
Pour les articles homonymes, voir Trinity.
Trinity est une ville canadienne située sur l'île de Terre-Neuve dans la province de Terre-Neuve-et-Labrador.
C'était autrefois un prolifique village spécialisé dans la construction de bateaux de pêche. L’industrialisation et le moratoire sur la pêche à la morue en 1992 ont entraîné un relatif déclin.